# HBCファイターズナイター
『HBCファイターズナイター』（エイチビーシーファイターズナイター）は、2008年から北海道放送（HBCラジオ）で平日（原則火曜日から金曜日）に放送しているプロ野球ナイター中継番組の名称である。
平日ナイター以外にも、土曜日については『HBCサタデーファイターズ』（エイチビーシーサタデーファイターズ）、日曜日については『HBCサンデーファイターズ』（エイチビーシーサンデーファイターズ）、平日のデーゲームについては『HBCラジオ・ファイターズ中継スペシャル』（エイチビーシーラジオ・ファイターズちゅうけいスペシャル）のタイトルで随時放送される。
いずれも、プロ野球（NPB）・北海道日本ハムファイターズ（以下、日本ハム）の試合を放送（火 - 金曜ナイターについては、日本ハム戦以外のカードを放送する場合もある）。HBCラジオの中継番組ウェブサイトでは、『HBCラジオファイターズ中継』（エイチビーシーラジオファイターズちゅうけい）という総称を使用している。
本項では、現行の日本ハム戦のみならず、過去から現在までHBCラジオで放送されたプロ野球中継全般について述べる。

## 概要
北海道内にプロ野球球団の存在しなかった2003年までは原則、琉球放送（RBC）同様にJRN系ネットワーク全国中継（主にキー局であるTBSラジオの制作）のフルネットを行っていた。このうち、札幌市円山球場など道内で開かれた読売ジャイアンツ（以下、巨人）の主催試合は、HBC技術協力・TBSラジオ制作で放送された。
日本ハムが東京都から北海道へのフランチャイズ（本拠地）移転を表明した2003年より、道内で開催される日本ハム主催試合について、TBSラジオの解説者・アナウンサーを派遣させる形などで中継放送。正式に移転した2004年からは、日本ハムの試合を中心に放送している。
移転当初、土・日・月曜に札幌ドームで行われる日本ハム主催試合については『ファイターズ ライブスタジアム』のタイトルで放送。12試合を予定していた。2004年3月にHBCラジオウェブサイト内で告知された出演者は、解説が大沢啓二・金石昭人・白井康勝・森範行、アナウンサーが管野暢昭・卓田和広・川畑恒一・山内要一だった。
移転から数年間、HBCラジオが球団に支払う主催試合の放送権料は無料になっていた。そのため地元球団に特化して独自色を強めたことが支持され、かつ競合相手であるSTVラジオがファイターズ中継への対応が遅れた（STVラジオの本格着手は2006年から。ただし、2009年から2012年の間は規模を縮小）事から、2006年以降の札幌地区ラジオ共同聴取率調査で同時間帯トップとなっている。
2006年までは平日のデーゲームや一部のビジターゲームが放送されなかったが、2007年からは平日（月曜日 - 金曜日）のデーゲームも中継。中継日は『カーナビラジオ午後一番!』を短縮するなど通常の番組を時間変更または休止し、『HBCラジオ・ファイターズ中継デーゲームスペシャル』として放送する。札幌ドーム→エスコンフィールドHOKKAIDO以外での地方球場開催の場合、2021年より実況者・解説者を現地へ派遣せず、HBC内のスタジオから配信映像をもとに実況・解説を行ういわゆる「カラ出張」中継となる。例年、140試合以上の放送を実施しているが、放送権の問題（後述）があるため全試合放送できた例は2016年・2018年・2019年・2020年・2023年しかない。なお、ビジターでのDeNA戦・ロッテ戦・オリックス戦は、それぞれ予備カードからの昇格や、日程の都合上当該試合のみの開催で必然的に全国ネット本番となった場合でない限り、地元の在京・在阪ラジオ局では原則として放送しないため、特にデーゲームについては事実上の独占中継となる場合がある。
自社制作（他社制作依頼のものも一部含む）分の実況は「ファイターズ熱烈応援実況」を謳い、ファイターズ重視での実況となる。この場合は5回裏終了時に、実況席とHBC本社ラジオ第3スタジオで待機している斉藤こずゑとのクロストークが入り、聴取者からのメールやFAXを紹介する（土曜日と日曜日は『Bravo!ファイターズR』担当アナウンサーとのクロストークになる）。
オープニングのタイトルコールと中継カードの案内は、前の番組のアナウンサーが読むことが多い。
日本ハムが得点を挙げるとBGMが流れる。ホームラン用のBGMと通常得点時用BGMの2種類がある。他社制作による中立実況の場合でも、BGMは強制挿入している。2009年以降は全国ネットのJRN中継時は道内向けのみBGMを挿入し、JRNネット向けには実況音声のみとなる（ただしJRNニュース素材としてはBGM入りがそのまま使われる場合もある）。
オールスターゲームについても中継される。デーゲームもしくは月曜日・土曜日・日曜日のナイトゲームとなった場合も、日本ハム戦中継と同格の扱いで放送される。ただし、フレッシュオールスターゲームは2021年は中継しなかった。

### 交流戦中継
セ・パ交流戦期間中は大半のビジターゲームを、解説者も含めた現地乗り込みによる完全自社制作で放送することが多い。特に「巨人×日本ハム」はTBSの中継有無に関係なく、完全自社制作する傾向にある。2010年は放送不可能である対ヤクルト戦を除いた10試合のうち、ABC制作となった「阪神×日本ハム」を除いた8試合の自社制作を予定していた（ただし自社制作での放送実績は7試合）。
2011年は、交流戦期間中は11試合中5試合（対巨人戦・対阪神戦と、STVが放送しない対ヤクルト戦1試合）の自社制作にとどまったが、それまで6月に設定されていた聴取率調査期間が8月にシフトしたことと、同月にTBS側がバレーボール・ワールドグランプリなど多数のスポーツイベントを抱えている事情を鑑み、8月中の関東地区ビジターゲーム9試合を自社制作した（中にはHBC制作分がJRN雨天予備カードとなった試合もあった）。

### ポストシーズン中継
日本シリーズ、クライマックスシリーズは基本的に日本ハムが出場する場合のみ放送（日本ハム移転前も、カードによっては放送しなかった）。全試合自社制作で中継し、日本シリーズにおける札幌ドームでの試合はJRN向けの裏送りとの二重制作を実施していた。そのため、2015年まで日本シリーズのJRN全国放送はいかなる場合でも事実上HBCで放送されなかった。しかし2016年はHBCがテレビ中継の権利を1試合獲得したという事情もあり、札幌ドーム分を二重制作とせず本番実況をJRN向けを兼ねて制作することになった（その一方で、RCCは乗り込み自社制作を行った）。
タイトルは『HBCファイターズナイター 日本シリーズスペシャル』（エイチビーシーファイターズナイター にっぽんシリーズスペシャル）となる。

### 二軍戦中継
かつてはイースタン・リーグに加盟する二軍の試合も、不定期で実況中継していた。
2008年には、6月14日・15日の日本ハム対埼玉西武ライオンズデーゲーム2連戦（滝川市営球場・札幌ドーム）を初日は13:00 - 15:00に『サタデーファイターズDEナイトスペシャル』として、2日目は11:00からの『にちようサウンドボックス』内で随時中継・12:00からの『ガンちゃんの世界一面白いプロ野球の番組』で中継された。
2009年には、5月24日の日本ハム対千葉ロッテマリーンズデーゲーム（北海道立野幌総合運動公園硬式野球場）を13:00 - 15:00（延長なし）を放送。同6月7日の湘南シーレックス対日本ハムデーゲーム（横須賀スタジアム）では、「鎌ケ谷おじさん」こと多田昌弘をゲストに迎え、12:50 - 16:00に放送。後者の場合は当日の一軍戦が、HBCで放送できない神宮球場でのヤクルト戦であったことから、その代替番組として扱われた。
ただし、2011年以降、二軍戦の中継は途絶えており、一軍の試合がない日や神宮球場でのヤクルト戦にあたる日においても、他球場の試合のネット受けや雨傘番組の放送で対処している。

## ネットワーク
HBCラジオはJRNとNRNのクロスネット局であるが、北海道におけるNRNのナイター中継は原則としてSTVラジオ（『ファイターズLIVE』）が放送しており、プロ野球中継に限り原則JRNのシングルネットとして扱われている。ただし、2021年以降STVラジオがデーゲームと月・土・日曜ナイターの中継を休止しているため、ホームゲームの対西武・ロッテ・オリックス戦のデーゲームを中心に同局が要員の都合で素材収録を行わない場合は、NRN加盟社としてニッポン放送や文化放送に実況音声を提供することがある。また、土・日曜ナイターの楽天主催・東北放送制作分は二重制作回避のためNRN予備扱いとなることがある。
1965年途中までのフリーネット時代にニッポン放送・文化放送・東海ラジオ・九州朝日放送など現在のNRN系列相当の局や、RFラジオ日本（当時：ラジオ関東）などの現在の独立局相当の局からのネット受けがあったかどうかは詳細不明。

### 制作担当局(2018年以降)
ヤクルト主催試合の放送はSTVラジオが自社制作やニッポン放送・文化放送からのネット放送をしない場合に限り可能（ヤクルトのビジターゲームや日本野球機構が主催するオールスターゲーム、日本シリーズは常時放送可能）。
| 主催球団／曜日   | 月  | 火・水・木 | 金  | 土・日       | 土・日     |     |
| 主催球団／曜日   | 月  | 火・水・木 | 金  | ナイトゲーム | デーゲーム |     |
| ---------------- | --- | ---------- | --- | ------------ | ---------- | --- |
| 基本系列         | JRN | JRN        | JRN | JRN          | JRN        | JRN |
| 日本ハム         | HBC | HBC        | HBC | HBC          | HBC        |     |
| 楽天             | TBC | TBC        | TBC | TBC          | TBC        |     |
| 西武・ロッテ     | QR  | QR         | QR  | LF           | LF         |     |
| 巨人             | RF  | RF         | RF  | LF           | RF         |     |
| DeNA             | TBS | TBS        | TBS | TBS          | TBS        |     |
| 中日             | CBC | CBC        | CBC | CBC          | CBC        |     |
| オリックス・阪神 | MBS | ABC        | MBS | MBS          | ABC        |     |
| 広島             | RCC | RCC        | RCC | RCC          | RCC        |     |
| ソフトバンク     | RKB | RKB        | RKB | RKB          | RKB        |     |

1. ↑  薄暮開催のデーゲームは、ナイトゲームに準じたネット関係とすることがある。
2. ↑  TBSラジオが自社およびJRNネットワーク番組としての野球中継を廃止した2018年以降は、厳密には（NRNとのクロスネットを含む）JRN加盟局および平日はQR（文化放送）、土・日はLF（ニッポン放送）・MBS（毎日放送→MBSラジオ）との非NRN扱いの個別ネットとなる。
3. ↑  STVラジオが2021年以降デーゲームと月・土・日曜ナイターの放送を休止したことを踏まえ、デーゲームを中心にSTVラジオが素材収録できないカード（主に裏送りを要しない関東圏の球団やオリックスとの対戦）では報道素材としてNRNにも提供することがある、
4. ↑  2018年以降のJRNナイター廃止と、2021年のSTVラジオのデーゲームおよび土・日・月曜ナイターの放送休止以降、HBCラジオがNRNにも加盟していることと、2022年からLFが日曜ナイターの放送を縮小していることを踏まえ、楽天主催分は土・日曜ナイターはNRN予備扱いのものが放送されることがある。
5. ↑  TBSラジオの撤退に伴い、平日の西武・ロッテ主催試合の一部を裏送りでネット受け（または自社制作時の技術協力を担当）することになった。
6. ↑  TBSラジオの撤退に伴い、週末の関東圏の試合の一部をネット受け（または自社制作時の技術協力を担当）することになった。
7. ↑  2016年と2017年にはラジオ日本制作でJRN全国中継扱いとして放送する試合があった。2018年からは交流戦の対巨人戦が巨人主催の場合にネット受けする。
8. ↑  2021年以降RFの土・日曜の中継廃止により、LFからのネット受けとなるが、2022年はLFが日曜ナイターの放送を縮小したため、LFが放送しない場合の裏送りをLFとRFのどちらに委託するかは未定。
9. ↑  TBSが委託制作から撤退した2023年は、HBCが自社スタジオからのオフチューブ実況で制作した。乗り込み時はTBSの技術協力を受け（ABC・MBSの対阪神戦で実例あり）、自社制作ができない場合はRFに委託する（RCCの対広島戦で実例あり）可能性があるがHBCでの実例がない。
10. ↑  RCCではナイターでの自社放送分をNRN向けに一本化していることから、火 - 金曜ナイターでは裏送りとなる。2021年以降はSTVラジオが中継を縮小した影響から、広島主催分ではデーゲームや土・日・月曜ナイターでの開催時にNRN（報道素材としてはJRNと共用）扱いでの局間ネットとなる可能性もあるが、2022年までの時点では実例がない。

### 西武戦
- 文化放送（QR：NRN、『ライオンズナイター』） - 月～金、西武主催試合は基本裏送り受け、日本ハム主催試合は文化放送へネット
- ニッポン放送（LF：NRN、『ショウアップナイター』） - 西武主催試合の土・日のみ裏送り受けだが、ナイター開催時はニッポン放送が本番カード編成の場合あり

西武主催試合は2017年まではTBSラジオ制作でファイターズ応援実況の裏送りを受けていた。TBSラジオの野球放送撤退に伴い、2018年から西武主催試合のラジオ優先放送権と中継管理権を持っている文化放送との関係が起こされることになり、日本ハム主催試合は本番組が文化放送へネットされるが、東京ドームでの開催時は制作を文化放送に委託することがある。2局ネットの場合は、ファイターズナイターとライオンズナイターの両方のタイトルがコールされる他、HBCは文化放送へのネットがある試合でも非NRN3局共通チャイムで他球場速報を行う。ただし、ライオンズナイターは延長オプションが21時30分までのため、試合がそれ以降も続いた場合は文化放送では打ち切りとなり、HBCローカルで試合終了まで放送する。

一方、西武主催試合については、2018年からは基本的にライオンズナイター本番がSTVラジオへネットされるため、HBCは基本的に乗り込み自社制作するか、文化放送から別制作裏送りを受けるかのいずれかとなる。この場合いずれにしてもファイターズ応援実況となり、裏送りの場合、文化放送はアナウンサーの配置により定年あるいは契約満了で退社したOBを投入することが多い。STVがNRN全国中継本番としてニッポン放送発のネット受けを行う場合、月曜ナイターで開催されSTVが編成しない場合、日本ハムが非開催かつ「西武対ソフトバンク」以外の試合は、HBCがライオンズナイター本番をネット受けすることがある。HBCが文化放送制作の本番中継をフルネットしたのは2018年5月15日（東京ドーム「日本ハム対西武」。解説・東尾修、実況・松島茂）、逆に文化放送がHBCからネット受けしたのは2018年7月3日（解説・建山、実況・渕上）がそれぞれ初の事例となった。

土・日曜の西武主催試合は文化放送が地上波での放送をしないが、NRNナイター基幹局の枠組みでSTVラジオへの裏送りを行う年度があるため、ニッポン放送との関係が起こされ、経過送り用だった実況の裏送りを受けることになった（HBCの乗り込み自社制作、または札幌のスタジオで西武球団提供の映像を見ながらのオフチューブの場合もあり）。ナイターでニッポン放送の本番カードまたは他の屋内球場よりも上位の予備カードでの放送時や、デーゲームでも優勝争いの行方次第でニッポン放送が特別番組として放送する可能性がある場合の解説は、ニッポン放送の解説者が担当する（HBC向けでは若松勉と真中満の起用が多いが、2021年には元々本番を含めてもパ・リーグのカードの担当頻度が少ない谷繁元信も一度担当した）。
他球場速報はNRNキー局の文化放送（平日）・ニッポン放送（土・日曜日）制作であるにもかかわらず、ライオンズナイターの局間ネット受け時を除いてHBC・TBC・CBCで使用の非NRN共通チャイム で行われるが、機材運用の都合によってはRKB向けと同様にJRNチャイムを使用することがある（ロッテ主催や東京ドーム開催の日本ハム主催、また文化放送・ニッポン放送によるCBC向け裏送りも同様）。
2023年は5月3日を最初に、デーゲームや日曜ナイターのうち一部で、ロッテ主催試合と同様に自社スタジオからのオフチューブ中継を行うが、リポーターを配置しない。

### ロッテ・巨人・DeNA・ヤクルト戦
- 文化放送（QR：NRN、『ライオンズナイター』） - 月～金、ロッテ主催試合・東京ドーム開催の日本ハム主催試合
- ニッポン放送（LF：NRN、『ショウアップナイター』） - 土・日、ロッテ主催試合・東京ドーム開催の巨人主催試合の一部と日本ハム主催試合。原則裏送りのみだが、ナイター開催時はニッポン放送が本番カードや屋内球場より上位の予備カードに編成の場合あり
- ラジオ日本（RF、『ジャイアンツナイター』） - 巨人主催試合の一部。対巨人戦日本ハム主催で平日ナイターの場合はラジオ日本、ぎふチャンラジオ、ラジオ関西へネット
- TBSラジオ（『エキサイトベースボール』） - DeNA主催試合の技術協力のみ

日本ハム主催の場合、対巨人戦は2017年までJRN本番カードになるのが普通だった（2010年以降は平日開催時のみ）が、ロッテ・DeNA・ヤクルト戦はTBSで放送されることは滅多になく、事実上HBC単独で放送していた。横浜→DeNA主催試合についてはTBSが別途素材収録を行う場合もあり、その際にはDeNAサイドのベンチレポートも派遣されていた。また、西武・ロッテ・DeNAの主催試合を自社制作しない場合は2017年まではTBS制作の日本ハム応援実況の裏送りを受けていた。一方、神奈川県相模原市中央区のサーティーフォー相模原球場で開催されるDeNA主催試合がHBCの自社制作（TBS技術協力）となった時（2009・2010年に実績あり）は、地元コミュニティFMのFM HOT 839にネットを行った。また、2016年5月14日にHARD OFF ECOスタジアム新潟で行われたDeNA主催試合は、地元JRN加盟局の新潟放送（BSNラジオ）にもネットされた。

#### 東京ドームでの試合への対応
東京ドーム開催の日本ハム戦は2017年まではホーム・ビジターを問わず原則としてTBSに制作（TBSアナウンサーの実況、ベンチレポートと専属解説者）を依頼していたが、パ・リーグ公式戦で日本ハムがビジターの場合はホームチーム側の放送局の対応に準じた。ただし、対巨人戦、HBCの聴取率調査期間や、世界陸上、アジア大会などTBSのスポーツアナウンサーが総動員されるケースでは、アナウンサー・解説者共にHBCから出して自社制作する時もあり、このケースでHBCが関東圏への自社乗り込みを実施した場合、HBCの実況がそのままJRN予備となるか、TBSが別途予備待機を実施するかは、要員や予備順位などにより異なっていた。

TBS『エキサイトベースボール』晩年の2016年（平成28年）からの2年間はRFラジオ日本とTBSラジオの提携が再開され、対巨人戦を中心としてRF制作（『ジャイアンツナイター』）のネット受け、またはRF向けに各地方局が制作する試合を放送する。この一環で、セ・パ交流戦の巨人対日本ハムでRF発のネット受けとなるケースが隔年で1～3試合発生することになった。最初の事例は2016年6月3日（解説・吉村禎章、実況・内藤博之）で、この時はTBSも放送しRF側のネット局であるぎふチャンとラジオ関西も含めた5局ネットとなった。

#### TBSラジオ野球放送撤退に伴う対応
2018年（平成30年）はTBSラジオのプロ野球中継撤退に伴い、DeNA主催試合ではTBSラジオからの裏送りもしくはTBSラジオ技術協力の自社制作、巨人主催試合ではRFラジオ日本（平日と土・日曜デーゲーム）とニッポン放送（土・日曜ナイター）でのネット受けもしくは両局の技術協力による自社制作の併用、西武主催試合では日本ハム以外のカードも文化放送発 で放送することにした。また、ロッテ主催試合や東京ドームで開催される試合は自社制作を増やすことで対応する（火 - 金曜は文化放送、土・日曜はニッポン放送が技術協力） が、自社制作ができない場合は火 - 金曜は文化放送、土・日曜はニッポン放送が制作する（解説者のみ自社の関東圏在住者を派遣する場合あり。火 - 金曜にデーゲーム開催となる場合や月曜〈デーゲーム・ナイター共〉は要員等の関係でどちらの担当となるかは固定されていない）。

なお対巨人戦日本ハム主催試合が平日ナイターの場合、ラジオ日本に加えて同局とネットを組むぎふチャンラジオ（GBS、『ダイナミックナイター』）およびラジオ関西（CRK、『ジャイアンツナイター』）にもネットされるため、2017年以前のJRN全国ネットに準じたスタイルで制作される。ただし速報チャイムはラジオ日本が採用しているJRN標準チャイムではなく、通常のファイターズナイターと同じものを使用する。
2021年のセ・パ交流戦の巨人主催試合では、5日（金曜ナイター）はRFラジオ日本制作分のネット受け（解説：岡島秀樹、実況：槙嶋範彦、リポーター：斎藤一平）、6日（土曜ナイター）はニッポン放送制作分のネット受け（解説：真中満、実況：松本秀夫）、7日（日曜デーゲーム）はRFラジオ日本からの裏送り（解説：大宮龍男、実況：細渕武揚、リポーター：真鍋杏奈）で放送。なお、松本がJRN系列局向けの中継で実況するのは初めてである。
2022年は、金 - 日開催のロッテ対日本ハム戦（4月15日 - 17日、4月29日 - 5月1日の3連戦。実際には雨天のため4月15日及び29日は雨天中止）で、金曜日は実況アナウンサーを現地に派遣して文化放送の技術協力による自社制作を行い、土・日曜日は金曜日に実況したアナウンサーを引き続きリポーターとして現地に残し、解説者と実況アナウンサーがロッテ球団配給の公式映像を素材としてHBCのスタジオからのオフチューブで実況（公式映像の場内音声とミックス）するという形式の中継を行った。さらに地方開催の日本ハム主催試合でも同様の中継行われているが、こちらもリポーターのみ現地に派遣して電話で伝えていた。
2023年からはDeNA主催試合でも、TBSラジオのスタッフによる裏送りを経費削減のために廃止した（乗り込み放送である場合の技術協力は実施）ため、この年の交流戦・DeNA主催の3連戦（6月13 - 15日、19日）は、上記の形式によるオフチューブ放送を行った。

#### ヤクルト主催公式戦とNRN
ヤクルトの主催試合はニッポン放送（平日）・文化放送（土・日曜）制作、NRN系独占ネットとなっている関係でSTVラジオが放送（前述）することとなっており、原則としてHBCラジオでは放送できない。「ファイターズ戦全試合中継」を目指すHBCにとってはこれが唯一の障害となっている。
この前提の下で、HBCラジオが放送したヤクルト主催ゲームは以下の通り。
- 2006年 - ナイター2試合（STVが編成上の理由から放送せず、NRN全国中継の巨人戦をネット受けしたため）
- 2011年、2013年 - デーゲーム1試合（土曜日のデーゲームでSTVが『日高晤郎ショー』を時間変更できなかったため）
- 2017年はSTVラジオがデーゲームも含めた全試合中継としたため、ナイトゲーム1試合（6/16）とデーゲーム2試合（6/17-18）の放送ができないことが決定した[15]。このため16日は「巨人 vs ロッテ」（TBS制作、JRN本番カード）を、17・18日は「広島 vs ソフトバンク」（RCC制作、個別購入扱いでRKBとの3局ネット）を放送。
- 2024年は、STVラジオがヤクルト主催は土・日曜日デーゲームも含めて中継としたため、ナイトゲーム1試合（6/7）とデーゲーム2試合（6/8-9）の放送ができないことが決定した。このため7・8日は「DeNA vs ソフトバンク」（RKB制作）を、9日は「中日 vs 楽天」（CBC制作、TBCも含めた3局ネット。尚、7・8日は予備カードとして設定されていた）を放送。

ヤクルト主催の日本ハム戦をSTVが放送する場合、デーゲーム開催時にも特別にJRN系列局（クロスネット局を含む）が制作する裏カードを放送することがある。

土・日曜のJRN全国中継が廃止された2010年からは、土・日曜に道内で行われる日本ハム主催ナイターにLFおよび毎日放送（MBSラジオ）が両局（LF-MBSライン）向けの予備待機スタッフを派遣せず、STVも要員の都合でLF-MBSライン向けの予備待機を行わない場合、HBCがNRN加盟社として自局の中継をLF-MBSライン向け予備カード兼用とする場合がある他、在阪球団のカードがデーゲームまたは非開催で、かつLFがナイター中継を実施しない場合はJRN加盟社としてMBSがネット受けすることがある（後述）。また、同ラインの本番カードが日本ハム主催で、LFが乗り込みの自社制作となった時に、技術協力をHBCが担当する場合がある。
また2021年から、STVラジオ『STVファイターズLIVE』は定時番組の枠を確保する観点から原則として月・土・日曜ナイターと全曜日デーゲームの中継を実施しない方針となったため、関東で行われる西武・ロッテ・巨人・DeNA主催の日本ハム戦を対戦カードや試合日程にもよるが、QR-HBC（西武戦の月曜ナイターは2局ネット）・LF-HBC・TBS-HBC（DeNA戦デーゲームのみ）・RF-HBC（巨人戦デーゲームのみ）のネットを組んで、裏送りで放送する試合（土・日曜ナイターであれば、対戦カードによりLFとの2局ネットとなる場合も）や、上述のロッテ戦の様にHBCのスタジオからオフチューブ実況を行う試合がある。

#### ポストシーズンゲーム
札幌に本拠地を移転した後に日本ハムが出場した日本シリーズのうち、2006年、2009年、2012年はTBSが全試合自社制作したが、2007年は自社制作を見送り、解説者派遣の上でネット受けを行った。この関係でHBC主幹となった第1戦、第2戦はJRN裏送り分がHBC解説者とTBS解説者によるダブル解説となった。2016年は関東地区の聴取率週間と重なったことからTBSは第1戦、第2戦は自社制作したがHBC主幹となった第3戦以降はネット受けとなり北海道移転後初めてJRN裏送りとならずHBCと局間ネットとなった。
日本ハムが出場した2006年のアジアシリーズについては決勝戦のみTBSからネット受けで放送したが、日本ハム側リポーターはHBCから派遣した。

### 楽天戦
- 東北放送（tbcラジオ：JRN・NRNクロスネット、『パワフルベースボール』）

主催球団に関係なくTBCがJRNラインを取る火・土・日曜は局間ネットを組む。ただし、2016年までと2021年以降の場合、STVがデーゲームを基本的に中継しないため、該当カードがデーゲームの場合はそれ以外の曜日でも原則局間ネットを組む。さらに2021年以降、STVが時間帯に関係なく月曜の中継を行わなくなったため、月曜ナイターでも同様の措置が取られている。
楽天主催の場合、TBCがJRNラインを取る火・土・日曜はTBCの中立実況をネット受けする（この場合、2008年～2012年はSTVがビジターゲームの裏送り中継を一部カードを除いて原則行わなかったので、NRN全国中継の本番カードとならない限りHBCの独占中継となっていた。また、2016年まではSTVはデーゲーム中継をしなかったので、この年まではデーゲーム全曜日ネット受けしていた）。一方NRNラインを取る月、水～金曜のナイターならびにデーゲームについてはTBCの裏送りを受けるか、TBC技術協力でHBCが自社制作の応援放送を行う。また土・日曜ナイターで稀にHBCが乗り込んだ際は、TBCは自社向け（LF-MBS予備の場合あり）とSTV-QR-NRN向けを二重制作するか、STV向けをそのまま自社本番とする場合がある。なお、2015年7月にはTBCが自社本番及びHBC向け、LF-MBS向け裏送り、STV-QR-NRN向け裏送りの三重制作を実施した例がある。
2022年7月30・31日には、楽天主催のTBC制作でHBCの局間ネット分がNRN予備（最下位）に組み込まれた。STVラジオ・文化放送が土・日曜の自社での放送から撤退し、ニッポン放送が土・日曜のナイターの放送を大幅に縮小したことや、HBCがNRNにも加盟していることを考慮したTBCの二重制作回避のための措置と推定される。また、2025年8月16・17日は楽天主催のTBC制作・HBCとの局間ネット分がNRNナイター扱いとなり、屋外開催本番カード（RCC制作の広島対ヤクルト戦）の第1予備（16日はABCのみ予備から外れ『SET UP!』を繰り上げ。RCCは2日間とも予備を適用せず通常編成に復帰）に組み込まれた。広島対ヤクルト戦が16日はRCC-ABC-KRY（NRN）とLF（非NRN）の混合ネットに、17日はRCC-ABC（いずれもNRN）の2局ネットになるため、繰り上げ時はRCC（16日はABCも）が外れてHBCも加わる混合ネットとなるところだった。

なお火・水曜日にTBCが楽天ビジターゲームの裏送り中継をしない、または楽天主催試合がデーゲームの場合の代替でHBC発のネット受けの際に、文化放送・CBCラジオ・RKBラジオ・火曜日のJRN九州山口地区（MRTラジオを除く。RBCiラジオは日本ハムの主催ゲームの沖縄開催時のみHBCに代わって制作を担当）へのネットも行われる時は、2017年までのJRN全国ネットに準じたスタイルで制作されることがある。このケースは2018年9月4日の対西武戦（解説・大宮、実況・山内）以降、年に1～2回のペースで発生している。
2025年からは土・日のデーゲーム中継に延長制限が掛けられたため、日本ハム主催の場合にHBCが先に終了した場合、残りの時間はTBCに向けた裏送りとなる（TBCは試合開始から最大で5時間後まで放送のため）。

### オリックス・阪神戦
- 毎日放送→MBSラジオ（『ベースボールパーク』。月・金曜日全て、土・日曜日ナイター）
- 朝日放送→朝日放送ラジオ（ABCラジオ、『フレッシュアップベースボール』。火 - 木曜日全て、土・日曜日デーゲーム）

2009年までは月・金曜がMBS、それ以外がABCの担当であったが、2010年から土・日曜のJRNナイターが原則廃止され、ABCがNRNナイター担当局となったために上記の体制となった。土・日曜のデーゲームについては引き続きABCとネットを結ぶが、オリックス主催の場合はABCが文化放送及びNRNの報道素材として配信するため、実質ABC-（QR-）HBCの変則ネット状態となる他、ABCの機材の都合でNRNの速報チャイムが使われたことある。また土・日曜のMBS制作オリックス主催ナイターについてはニッポン放送が予備カードとする場合があるため、MBS-LF-HBCの変則ネットとなることも想定されている。2013年5月19日の日本ハム対巨人(札幌ドーム)は、LFは乗り込みの自社制作。MBSは当初HBCからのネット受けを予定していたが、LFからのネット受けに変更された。また、6月2日の日本ハム対DeNA（旭川）はHBC-MBSの2局ネットでの放送（LFはナイター番組以外を放送）。

対オリックス戦については、上記担当局でオリックス戦が中継されることは少ないので、日本ハム主催は単独放送、オリックス主催は上記担当局制作で応援実況の裏送りを受ける。ただし、上記担当局においてオリックス戦が放送される場合は上記曜日に合わせてその放送分をそのままネット受けする。
対阪神戦については、日本ハム主催の場合は交流戦開始以来、在阪局の聴取率調査週間と重なることが多いため、両局とも乗り込みの自社制作を行っており（HBCは両局への技術協力を行っているが、必ずしも曜日と一致しない場合があり、時折火 - 木曜と土曜デーゲームでMBS向けを、月・金曜でABC向けを担当することもある）、HBC単独での放送がほとんどである。ただし、2010年と2012年はいずれもMBSが中央競馬中継（『みんなの競馬』→『GOGO競馬サンデー!』）を優先して日曜デーゲームを放送しない関係で乗り込み自社制作を見送り、土曜の試合のみHBCの中継をMBSへネットした（2010年はデーゲーム、2012年はナイター）。なお、ABCは例年通り乗り込み自社制作を行ったため、STVが技術協力を行った。一方阪神主催の場合はMBS、ABCとも地元向けの放送が阪神中心のため、両局が自社向けとHBC向けの二重制作（2010年まで）を行うか、両局いずれかの技術協力による自社制作で対応（2011 - 2017年）のいずれかとなっていた。2019年以降はMBS、ABCの中継をそのままネット受けする形となっているが、2022年は金曜日のMBSネット受け分に建山を派遣し、八木裕とのダブル解説で放送している。
- 2006年の阪神主催の月曜ナイターでは本来は月曜にJRNラインをとるMBSがHBCに裏送りを行うべきだが、その日MBSが甲子園球場の放送ブースを確保できなかったためか、「裏送りに対応できない」という理由でABCがHBCに裏送りを行った。HBCが、ABCと同じくNRNにも加盟していることやSTVが月曜日の野球中継のレギュラー放送を行わなくなったことから実施された模様である。
- 2011年4月22日から行われたほっともっとフィールド神戸での「楽天対日本ハム」3連戦は本来楽天主催試合の中継を行うべきTBCに代わってMBSが自社制作し、HBCもネット受けした（22日は裏送りの応援実況。23・24日は局間ネットによる中立実況）。もともとこのカードは楽天の本拠地である宮城県仙台市宮城野区のクリネックススタジアム（現・楽天モバイルパーク宮城）で開催される予定だったが、同年3月11日に発生した東日本大震災でスタジアム内施設の一部に被害が及んだことから、パシフィック・リーグの特例措置として球場・試合開始時間を変更（3試合ともナイター）したものである。なお、TBCは3試合ともABC制作分の裏送り[注 34]を受けた（STVも同様。23・24日はNRN全国放送）。
- 日本シリーズを放送する場合、2018年まで第1・2・6・7戦はABC、第3・4・5戦はMBSとネットを組んでいたが、2019年度からは日本ハム対阪神の組み合わせになった年に限り、日本ハム主管試合はMBS、阪神主管試合はABCと組むように整理された。
- 2010年から2016年まで、オリックス主催の対日本ハム戦デーゲームと、阪神主催のナイターが共に土曜日に開催され、後者がNRN全国ネットとなった場合は、HBCが前者を、STVが後者を放送するため、結果的に両局とも同日にABCから受けるという事態になっていた。
- 2018年8月21日はの対オリックス戦は、宮崎県総合運動公園硬式野球場（サンマリンスタジアム）での開催のため、ビジターゲームながらHBC・STVとも自社制作を実施し、在阪局が制作体制を取らなかったため、HBC制作分はJRN系列局（個別ネット扱い）の、STV制作分はNRNの予備カードとしてそのまま扱われた。また、宮崎放送（MRT）ではどちらの中継も放送しなかった[注 35]。
- 土・日曜のオリックス主催での薄暮開催デーゲームは、ナイターに準じてMBSからの裏送りとなる場合がある（15:30放送開始の2023年7月23日など）。

### ソフトバンク戦
- RKB毎日放送（RKBラジオ、『エキサイトホークス』）

日本ハム主催の場合、2009年度までは春先を中心に、RKBがHBC協力による乗り込みの自社制作を行うことが多かったため、HBC単独での応援実況と、RKBとの局間ネットによる中立実況が半々であったが、2010年からはRKBが自社制作を縮小したため、ほとんどが後者となった。ソフトバンク主催の場合は、RKBが2009年度まで土曜デーゲームを自社で中継しなかったことや、中継内容がソフトバンク中心のため、RKBが自社向けとHBC向けの二重制作を行うか、HBCがアナウンサーとリポーターを派遣しての自社制作を行っていた（解説はRKBの解説者が担当）。しかし、RKBが土曜デーゲームを常時中継するようになった2010年からは、徐々にRKBから中立実況によるネット受けを行うケースが増えている。
平日のうちJRN全国ネットが最後まで残った火曜日に行われる「日本ハム×ソフトバンク」でRKBが自社制作せずネット受けとなった場合、同カードをHBC制作でRKBのほか、山口放送（KRYラジオ、『エキサイトナイター』）、長崎放送・NBCラジオ佐賀（NBC、『ゴールデンナイトゲーム』）、熊本放送（RKKラジオ、『ゴールデンナイター』）、大分放送（OBSラジオ、『ゴールデンナイター』）、南日本放送（MBCラジオ
『エキサイトナイター』2023年まで。24年からは金曜日のみに縮小。）にネットする場合もある。このケースではJRN全国中継に準じたスタイルで中立実況となる。なお雨天中止に伴う予備昇格が重なってRF-GBS-CRKネットにも流れたり、沖縄での本カード開催日に行われた他球場の放送権の絡みなどで最大全国10局ネットとなった例もある（後述）。

2013年7月1日の「ソフトバンク☓日本ハム」（『鷹の祭典in東京ドーム』、ソフトバンク主催試合）は特別企画として両局に加えてTBSも巻き込んだコラボレーション放送を行った。日本ハムの攻撃はHBC、ソフトバンクの攻撃はRKBのアナウンサーがそれぞれの応援実況（解説はTBSラジオの田淵幸一、実況はHBCが川畑恒一、RKBが茅野正昌） を行い、『DEナイト』の斉藤も中継本編の日本ハム側ベンチレポーター兼任で上京、RKBで中継直前に放送する『ホークス花の応援団』にゲストとして登場した。
2024年からRKBは土日15時台に通年で競馬中継を編成かつ最優先で放送する方針となったため、土日のデーゲームでは局間ネットによる中立実況の場合でも、RKBが中継を中断する15時台に限って（2024年はRKBが先に延長制限を使い切った後も該当）、応援実況（ソフトバンク主催時は裏送り）となる。これは日本ハム戦が雨天中止（もしくは試合なしまたは権利上放送不可の対ヤクルト戦ビジターゲーム）になり、代替として日本ハム非関与のソフトバンク戦をネットする場合にも適用される。

### 中日戦
- 中部日本放送→CBCラジオ（『ドラゴンズナイター』）

日本ハム主催試合は2006年・2007年・2009年がHBC協力で現地乗り込みでの、2024年は球団公式映像と音声を利用してのオフチューブ実況での自社制作（いずれも東海地区の聴取率調査週間のため）、それ以外はHBC-CBCの局間ネットとなった。なお、2008年・2010年・2011年のHBC制作分のCBCとの局間ネットの試合は全て大宮が解説を担当していたが、2012年以降は2試合とも新谷が解説を担当している。
中日主催の場合は交流戦開始以来、CBC協力でHBCが自社制作を行っていたが、2010年に北陸で予定された1試合が雨天順延で予備日開催となり、ナゴヤドームで開催された当該カードはCBC制作のJRN全国放送をHBCもネット受けし、2011年以降は全てCBC-HBCの局間ネットとなっている。TBSラジオが野球中継から撤退した2018年からは、雨天予備カードおよび中日戦非開催時およびCBCに放送権のない「ヤクルト×中日」の裏開催時の本番カードにパ・リーグのカードを優先して編成しているため、交流戦の対中日戦以外を放送する頻度が増加している。
- 日本ハムと中日が戦った2006年と2007年の日本シリーズではHBCだけでなくCBCもホーム･ビジター関係なく全試合を自主制作した。HBCは札幌ドームでの全ての試合で自社向けとJRN向けの二重制作を行ったが、CBCは日本一決定試合となった2007年の第5戦を除いては二重制作を行わなかった。

CBCラジオの競合局である東海ラジオは土・日曜デーゲーム開催の「巨人×中日」が権利の関係上放送できない場合や中日戦自体がない場合の代替として『東海ラジオ ガッツナイタースペシャル』のタイトルでその裏カードを放送する事例があり、過去にヤクルトまたは横浜→DeNA（LF発裏送り）・阪神（土：MBS発、日：ABC発）・広島（RCC発本線）・ソフトバンク（KBC発）・楽天（TBC発本線）の各主催試合を放送した実例こそあるが、日本ハム主催試合においては実例がなく、そのようなシチュエーションになった場合、東海ラジオが本番組（『HBCサタデー・サンデーファイターズ』）のネットを受けるのか、「日本ハム×中日」同様STVラジオが東海ラジオ向けに裏送りするのかは未定。

### 広島戦
- 中国放送（RCCラジオ、『Veryカープ!RCCカープナイター』『Veryカープ!RCCカープデーゲーム中継』）

基本的に、RCCがJRNラインを取る月・火曜と、土・日曜のデーゲームは局間ネットを組んでいたが、TBSラジオの野球中継撤退に伴い、2018年から月・火曜日についてもナイター時はNRNを優先することになり（デーゲームは対戦相手やネット局への対応などの都合で必ずしも一定していない）、同年の交流戦は広島主催かつ火 - 木曜開催（6月4 - 6日）で、HBCもラジオでの自社制作を見送ったため（テレビでは5日に実施）、RCCがHBC向け裏送り分とSTVとの局間ネット分を二重制作した。また4日の雨天中止で月曜日開催となった振り替え分も同様にSTV向けを本線とし、HBC向けが裏送りとなった。この時広島主催であればRCCはHBCに対し中立実況を配信する（2012年まで楽天主催試合と同様の理由でこの場合もHBCの独占中継となっていたが、2013年はSTVへの裏送りを実施する）が、年度によっては乗り込みの自社制作となる場合があり、2013年はHBC自社乗り込み（RCC技術協力）・RCC自社-JRN予備・RCC裏送り-STVの実質三重制作となる予定が組まれていた（雨天中止のため、代替試合はRCCが二重制作して自社向けとJRN・裏送りとNRN扱いで全国ネットカードとして配信）。RCCがNRNラインを取る水～金曜は裏送りもしくはHBCがRCC技術協力で自社制作を行い応援放送となる。

RCCがHBCに裏送りする場合の他球場速報では、中継によりHBC・CBC・TBC共通チャイムと2017年までのJRNのチャイムを使用することが混在するCBCへの裏送りと異なり、2017年までのJRNのチャイムのみを使用している。
土・日曜ナイターについてはJRNナイターが廃止された2010年以降、NRNナイターとの関係上日程やネット局との関係により対応が異なる。
- 広島主催の土・日曜ナイターは2014年まで通常HBC向けを自社本番とし、QR-STV-NRN向けを裏送りとする編成を基本としていたが、2010年の広島主催の土曜ナイターではHBCが乗り込みの自社制作を行った[注 51] ため、RCCはSTVと局間ネットを組んだ。ただし、RCCの不手際でHBCの自社制作分ではNRNの速報チャイムが、RCC-STVの局間ネット分では逆にJRNの速報チャイムが流れた[注 52]。また、2015年の広島主管のオールスターゲームは、後述の理由からRCCがQR-STV-NRN向けを自社向け本番としたため、HBCがネット受けしたJRN向けが裏送りとなった。
- RCCは2010年以降、土・日曜のナイター時、ビジターゲームでは在京・在阪球団主催時はNRN系列局との局間ネットで放送する一方、2014年まで中日・ソフトバンク・日本ハム主催時はJRN系列局との局間ネット扱いでの放送を優先し、2015年からはNRNナイター本番・予備カード扱いのネット参加に一本化していた[注 53]。その一方でデーゲームではJRN系列局を優先しての任意ネットを継続している。
- 日本ハム主催のうち、2009年と2010年の火曜ナイターはHBCが聴取率調査週間に当たったため、HBCが自社向けの日本ハム応援実況とRCCの広島応援実況[注 54] を二重制作した。

2025年からは土・日のデーゲーム中継に延長制限が掛けられたため、日本ハム主催の場合にHBCが延長制限を使い切った場合、残りの時間はRCCに向けた裏送りとなる（RCCは試合終了まで放送のため）。

### その他
- ナイターオフ編成におけるクライマックスシリーズで、日本ハムが絡まない試合かつSTVが中継しない場合、JRNではなくNRNの中継を放送する事がある（2009年は「楽天×ソフトバンク」をTBC-QR-HBCで放送）。
- 2016年より静岡草薙球場で開催される日本ハム主催試合については、地元静岡放送（SBSラジオ、『SBSビッグナイター』）がJRNラインを取る火曜に当たる場合（2017年が該当）、SBS自社放送にHBCから解説者のみ派遣されるが、HBCは曜日問わず別制作で放送した。2021年は、6月26日（土曜）はSBS自社放送分がNRNナイター本番扱い（ただしネット局は山口放送〈KRY〉のみ）、27日はSBSでの放送がないデーゲーム開催となるため、いずれもHBCが解説者を派遣の上SBSの裏送りで放送する（26日はNRN向けとの二重制作。HBCがネットされるJRNナイターは本来NRN系列のキー局であるニッポン放送〈LF〉でもネットされる。）。
- 2018年6月26・27日は沖縄セルラースタジアム那覇で開催される日本ハム主催ソフトバンク戦については、地元JRN局の琉球放送（RBCiラジオ）からネット受けをする。ただし、HBCから解説者（26日のみ）とレポーターを派遣した。対戦相手の地元のRKBに加え、両日とも放送権（NRN独占）の関係で「ヤクルト×中日」の放送ができないCBCもネット受けする他、26日は裏送り予算の都合で本番カードとならない「ロッテ×楽天」の放送を見送ったTBC（27日はRCCからNRNナイター本番カードの「広島×巨人」をネット受け）と、宮崎県を除く九州・山口地区の放送局も加わり10局ネットとなった。
- 2018年9月6日は未明に発生した北海道胆振東部地震による特別番組を放送するため、この日予定していた「ロッテ×ソフトバンク」（文化放送制作、RKB・CBCへの裏送り）のネットを取りやめた。翌7日は地震の影響により日本ハムの選手・コーチ陣が仙台へ移動出来ず「楽天×日本ハム」の試合が中止(同日分の振替試合は9月10日に行われる予定だったが、天候不良により再び中止となった)となったためRKBラジオから「ソフトバンク×オリックス」をネット受けし放送した。21時から「ファイターズDEナイト!」内で地震関連の情報を伝えるため、試合の進行具合に関わらず20時56分で中継を打ち切る予定だったが、試合が早く終了したため定刻よりも早い20時46分の時点でHBC本社スタジオにマイクを引き取ることが出来た。

## ファイターズ中継におけるHBCとSTVの違い
- HBCは、通常NRN独占中継のため中継できないヤクルト主催試合[注 55]以外は全試合を放送し、これにより影響が出る番組は休止、もしくは時間移動などで対応の上、完全実況の体制を組んでいる。STVは2017年からヤクルト主催も含むファイターズ全試合の放送を始めたが、2016年シーズン以前のSTVは裏送りを要する中継を行わなかったため、対西武・ロッテ・オリックス戦のビジターゲームは殆ど放送されず、対楽天戦も一部放送されなかった。交流戦期間中も対DeNA（2011年までは横浜）戦や対広島戦が放送されないこともあった[注 56]。さらに土曜デーゲームは『日高晤郎ショー』が長年に渡り事実上の絶対的優先だったこともあって当初一切中継せず、日曜デーゲームも競馬中継による中断があり、完全実況は行わず、2010年にはデーゲームの中継自体を一時取りやめた[注 57]。2013年からはナイトゲームの裏送りが復活したが、デーゲームは日曜のヤクルト主催試合を除き中継していなかった。
- HBCでの自社アナによる応援実況は、道内ホームゲームと一部ビジターゲーム（福岡ヤフードームでの試合と、聴取率調査期間前後に行われるビジターゲームと、交流戦期間中の試合）のみで、道外での試合はホームゲームであってもJRN系列局の協力で現地局アナによる応援実況（対楽天戦の一部や対ソフトバンク戦は中立実況）。STVは道外開催のホームゲームとビジターゲームについては一時期自社制作を基本としていたが、前者は2011年以降現地局アナによる応援実況（HBC同様一部カードは中立実況）となり、後者も2009年からは交流戦の対巨人戦・対ヤクルト戦にて自社アナによる応援実況が行われる程度で、それ以外は現地局で中継がある場合に限り中立実況によるネット受けとなっている。なお、両局ともホームゲームの楽天戦はTBCへもネットする場合があり、中立実況の場合がある（HBCは火・土・日曜日とすべてのデーゲーム、STVは月・水 - 金曜日のナイター）。
- HBCは中継本編中での投稿呼び込みは無く、投稿はすべて前後に放送される『ファイターズDEナイト!』で受け付ける。レギュラーで実施されるプレゼント企画は交流戦期間のみとなっている[注 58]。これに対しSTVは本編中にも投稿を呼びかけており、適宜紹介する他、札幌ドームのファイターズ戦チケットプレゼントを実施している。
- HBCはニュース速報、道路情報など緊急速報以外での中断は無い[注 59]。STVは前述の競馬中継による中断以外にも、毎正時の道内各地の気温など、同局生ワイド番組で日常フォローしている情報を、実況アナが伝える形式を通常からとっている（特に日曜デーゲーム）。
- 日本シリーズは、HBCは2004年以降日本ハムが出場を逸した場合には原則として放送しないが、STVは2017年まで日本ハムの出場如何に関係なく放送、2018年からHBCと同様に日本ハムが進出しなければ放送無しとなった。しかし2016年以前は土曜日の試合がデーゲームになった場合はSTVも放送できなくなり、道内での放送はNHK（R1またはFM）の独占となっていた（土曜以外にデーゲームとなった場合の対応は不明）。また、日本ハムが出場する場合、HBCは全試合自社制作とする（前述）が、STVはビジターはNRN[注 60]ネット受けで放送される。

## 放送時間
- 平日ナイトゲーム／火 - 金曜日 17:57 - 21:00（試合終了まで放送）
番組名は「HBCファイターズナイター」2021年シーズンは新型コロナウイルス感染拡大防止措置として首都圏開催の試合開始繰り上げに伴い、当該試合については17:42から放送。
  - 月曜日は日本ハム戦開催の場合のみ放送で、予備カード補充は行わない。
  - 延長の場合、以降の番組は休止または短縮となる。
  - 試合開始予定時間に合わせて、放送開始時間が変更される場合がある。
  - CMは全道向けのほかに、各放送局別でのローカルCMも一部放送されている。
  - 当初よりファイターズ戦の予定がない場合は2017年まではJRNナイターをネット受けし、メインカードを試合終了まで放送。ただし、メインカードが早く終了した場合は、リレーされた予備カードの中継を21:00で打ち切る場合がある。また、2018年からはJRN各局（CBC･RKBなど）やRF制作の中継を試合終了まで放送し、場合によってはJRN各局向けQR裏送り分のネット受けをすることもあった。2022年のセ・パ交流戦終了以降は当初よりファイターズ戦の予定がない場合の他球場の試合の中継は行わなくなり、最初から雨傘番組（「ファイターズDEナイト!スペシャル」「スポーツ＆ミュージックスタジアム「フルカウント！」」「Music Delivery BAN BAN RADIO!」のうちのいずれか）を編成する。
- 土・日曜デーゲーム／土曜・日曜とも試合開始3分前 - （最大延長：土曜日18:30、日曜日17:30）
番組名は土曜日が「HBCサタデーファイターズ」、日曜日が「HBCサンデーファイターズ」2012年8月11日・12日はロンドン五輪関連番組を放送してからの中継となり、17:02からの放送だった。
  - 土曜日・日曜日は原則として日本ハム戦のみ放送で、予備カード補充は行わなかったが[注 61]、2022年からは試合開始予定時刻が同じ試合に限り予備カードとして設定するようになった。
  - ナイター中継の場合も、タイトルは変更されない（ナイター中継の場合、試合開始10分前から21:00。JRNナイター向け送出の場合は、試合開始3分前（17:57）から21:00。中継の延長は、平日ナイターと同様）。
  - 土・日デーゲームの場合、試合開始の概ね30分前（日によって開始予定時刻が早まる場合もある）から「Bravo!ファイターズR」として放送し、その中に内包している[注 62]。
- 平日デーゲーム／月 - 金曜日（祝日の場合含む） 試合開始5分前 - 16:00
番組名は「HBCファイターズ中継 デーゲームスペシャル」
  - 延長の場合、以降の番組は休止となるため、時間スライドの影響はなし。この場合、通常の「HBCファイターズナイター」枠は、JRNナイターのネット受けとなるが、18:00を超えてもファイターズの試合が終了しない場合は、ファイターズ戦を優先し、試合終了の時点で、JRNナイターに飛び乗る。
- 日本ハム戦が放送される場合、月曜日 - 金曜日のデーゲームと月曜日・土曜日・日曜日のナイトゲームが組まれた場合は、通常番組を他の時間帯に移動・または時間短縮や休止して放送する。
  - なお、通常番組に与える影響が大きいため、おおむね前日から臨時編成になる旨の告知放送が行われる。
- オープン戦は札幌ドームでの日本ハム主催ゲームは中継されるが、上記の公式戦の時とは異なり18時開始のナイターの場合は最大延長21:41まで(2016年までは21:26まで)、デーゲームの場合は延長なしの定時終了となる。[注 63]

### 過去の放送時間
1976年から、ネットキー局のTBSラジオに準じて編成されるようになった（1977年当時は、火 - 金曜…18:20 - 21:00、土・日曜…18:15 - 21:10）。1983年から2002年までは、火曜 - 日曜の18:00 - 21:00だった。
2003年からは、17:57の開始となり、実際のナイター開始時刻となる18:00に合わせて中継を開始させた。
2005年当時、ナイターは火曜 - 土曜17:57 - 21:00、土・日曜の昼にファイターズ戦がある場合のみ12:50 - 16:00（最大延長は土曜が17:40、日曜が18:00） としていた。

### 延長時の対応事例
- 2007年6月23日の対阪神タイガース戦の試合開始時間が14:00だったため中継もそれに合わせたが、試合時間が延び最大延長時間まで行ったため、17:43に一旦放送終了。17:44にフェリー情報を放送し、17:45からの『ウィークエンドネットワーク』を休止（ただしCMのみネット）して、そのまま中継を続けた（ただし時報を挟むために17:59から1分間打ち切った）。
- 2008年8月14日の対オリックス・バファローズ戦は、14:00の試合開始後、延長11回まで試合が進み、17:14までの予定時間内に収まらず、17:15から17:47までのJRN全国ネット枠番組[注 65]を休止して延長したが、そこにも収まらずに、17:56から18:00までCM+ナイター提供社名読み上げ+ナイター前CM+時報を挟むために中断後、試合中継を再開した。結局、この日は18:19まで中継し、そのままJRNのナイター（横浜対ヤクルト）に直結リレー（飛び乗り）した。さらにこの日は、21:00から北京オリンピック野球競技予選「日本対台湾戦」を中継しており、地方局にとっては異例の三元野球中継となった[注 66]。なお、翌15日も14:00試合開始、17:47まで延長して完全中継している。
- 2013年9月4日の対福岡ソフトバンクホークス戦 (東京ドーム) は、6時間1分というパ・リーグ史上最長時間記録を更新する日付を跨ぐ試合となったが、TBSラジオからの『荻上チキ・Session-22』、文化放送からの『レコメン!』を共にネットせず、同じ試合を中継していたKBC・RKB・STVが試合途中で中継を終了する中で唯一試合終了まで中継を行った（終了後は『ファイターズDEナイト!』を25:00まで放送）[注 67]。
- 2016年10月29日の日本シリーズ第6戦は、日本ハムの優勝を伝えるとともに、試合中継終了後も引き続き共同記者会見や祝勝会の生中継など優勝記念特別番組を編成。通常編成番組を軒並み休止し、30日2:00（29日26:00[注 68]）まで放送した[注 68]。
- 2018年6月22日は、楽天生命パーク宮城での楽天戦がこの年のプロ野球最長試合時間となる5時間16分のロングゲームとなり、本番組は23:35まで大幅延長し放送した。中継終了後は、『荻上チキ Session-22』（TBSラジオ制作）を臨時非ネットとした上で、24:00まで『ファイターズDEナイト!』を放送した。

## スポンサー
- 土曜・日曜日の中継は、デーゲーム・ナイターの種別を問わず、JRNネットスポンサーを含め全協賛社が共通で番組を提供する。
- 平日（平日が祝日と重なる場合も含む）のデーゲームは、通常の同時間帯番組（カーナビラジオ午後一番!など）の提供CMが分散して放送される。ナイター中継の協賛社は、ファイターズ以外の中継カードであっても、そのままナイター枠の提供となる。
- 年に数回、平日ナイターが冠スポンサー番組として放送される場合もあり、このときのタイトルは「（冠スポンサー名）スポーツスペシャル HBCファイターズナイター」となる。

## 出演者

### 解説者
- 岩本勉（2006年 - 。北海道テレビ放送・文化放送・GAORAほかと本数契約。ただし、フジテレビONEのプロ野球ニュース日曜MC担当の為、基本的に日曜日は出演しない。）
- 大宮龍男（2007年 - ）
- 新谷博（2005年[26] - 。GAORA解説者兼） ※西武OBとして2019年8月21日放送の『テレ玉開局40周年記念ウィーク』としてスペシャルゲストとして出演。一部資料では「新谷浩史」と誤記[27]。
- 薮田安彦（2015年 - 。2017年まではTBSラジオから、2018年からは文化放送およびニッポン放送からの関東地区で開催される日本ハム戦裏送り担当。2017年より一部プロ野球名鑑にてHBCラジオ解説者として紹介[28]）
- 田中幸雄（2018年 - 。GAORA解説者兼）
- 稲田直人（2021年、2025年 - 。在札各局・GAORA解説者兼。かつてはSTVラジオの中継にも出演していた）
- 鶴岡慎也（2022年 - 。テレビ東京・在札各局・TVQ九州放送・GAORA解説者兼）
- 荒木大輔（2022年 - 。文化放送・日本テレビ・テレビ朝日他本数契約解説者兼。薮田同様、関東地区で開催される日本ハム戦（ニッポン放送が関与する週末分も含む）を随時担当）
- 新垣勇人（2023年 - 。STVラジオの中継にも出演）
- 増井浩俊（2025年 - 。GAORA解説者兼）
- 谷口雄也（2025年 - 。球団関連会社の職員でもあるため、ゲスト解説扱いで出演）

※日本ハム主催試合の場合でも、レギュラー解説者が都合がつかない場合は他のJRN系列局の解説者が代わりに出演する場合がある。また、自社乗り込みを行わないビジターゲームでもデーゲームや、クロスネット局が二重制作してNRN向けを自社で放送する場合や、屋内球場より下位の予備カード時は、レギュラー解説者が出演することがある（例としてビジターゲームで解説者のみHBC、実況・リポートのアナウンサーは西武・ロッテ戦で文化放送またはニッポン放送が、巨人戦でRFラジオ日本が、DeNA戦でTBSラジオが、楽天戦で東北放送が担当するなど）。特にTBSラジオが撤退した2018年以降の関東地区の試合、上記解説者に関東圏在住者が多いこともあり、土・日ナイターとごく一部のデーゲーム時のニッポン放送本番または屋内球場より上位の雨天予備分以外の大半を、上記解説者で担当している。

#### 過去の解説者
- 荒井昭吾（2004年[注 69]。日本ハム球団職員の立場で出演）
- 有藤通世（2003年4月8日・9日の日本ハム対オリックス戦に出演[30]。当時TBS解説者。以後も、TBSラジオからの関東地区で開催される日本ハム戦裏送り中継で出演する場合あり）
- 大沢啓二（2004年 - 2005年）[26]
- 金石昭人[26]（2004年 - 2015年。GAORA、J SPORTS解説者兼）
- 金村曉（2023年 - 2024年。北海道テレビ・STVラジオ・GAORA解説者兼）
- 川口和久（2003年 - 2006年。TBSラジオ解説者兼）
- 栗山英樹（2003年 - 2006年、TBSラジオ解説者兼）
- 嶋田信敏（2005年[26][27][31]）
- 白井康勝（2003年[32] - 2004年）
- 建山義紀◎（2015年 - 2022年。在札各局・GAORA解説者兼）
- 坪井智哉 (2023年 - 2024年。北海道テレビ・サンテレビゲスト解説者兼。STVラジオの中継にも出演していた)
- 中村勝（2023年。現くふうハヤテベンチャーズ静岡コーチ）
- 二岡智宏（2014年[33] - 2015年）
- 西崎幸広（2004年 - 2005年）[注 70]
- 平野謙（2009年・2010年。東海テレビ・東海ラジオ解説者兼）
- 広瀬哲朗（2003年）
- 盛田幸妃（2004年 - 2008年。2007年以降は、TBSラジオからの裏送り中継、出身地の函館開催試合で解説を担当する場合あり）
- 森範行（2004年。その後2007年6月5日の対広島戦に体調不良の金石の代役として登場）
- 森本稀哲◎（2016年 - 2022年。在札各局・GAORA・テレ玉・tvk・NHK札幌<本数契約>解説者兼。STVラジオの中継にも出演していた）
- 吉井理人（2013年 - 2014年。FOX SPORTS ジャパン解説者兼）

#### ゲスト解説
- 伊集院光（2005年3月28日の対西武戦中継に特別ゲストとして出演[35]。土曜、日曜を除く日に出演することがある）
- えのきどいちろう（2007年9月26日、2009年6月5日、9月17日に出演）
- 槙原寛己（TBS解説者。2010年6月12日・13日に出演）
- 江夏豊（フリーorテレビ大阪解説者。2014年3月28日の日本ハム対オリックス開幕戦に大宮と出演[注 71]）
- 金子誠（日本ハム特命コーチだった2015年の4月29日にラジオ解説者デビュー[注 72]。その後同年9月23日にも出演。解説者としてはフリーのためSTVラジオの中継へも出演）
- 武田勝（BCリーグ石川ミリオンスターズ総合コーチとなった2017年、富山開催となる9月5日と聴取率調査期間の同月9日に出演）

### 実況・ベンチ担当アナウンサー
- 川畑恒一（2003年[38] - ）
- 卓田和広（2003年[32] - ）
- 渕上紘行（2005年 - ）
- 水野善公（2009年 - 。2011年より実況ローテーション入り[39]）
- 波多野裕太（2020年 - 。2021年より実況も担当）
- 本間吏成（2021年 - 。2022年より実況も担当）
- 松尾香奈（2025年 - 。リポーターのみ）

卓田はHBCテレビの夕方ワイド番組『今日ドキッ!』の火曜レギュラーの為、火曜日は担当しない。渕上は日曜日に『ガンちゃんの世界一面白いプロ野球の番組』を担当しているため、原則として日曜日は担当しない（いずれも例外あり）。水野は平日ワイド番組『気分上昇ワイド ナルミッツ!!!』を担当するため、原則として週末にエスコンフィールドHOKKAIDOで行われる試合のみ担当する。
TBC・RKBと異なり、HBCではファイターズのビジターゲーム中継は、開催地局に制作を完全依頼する場合、ベンチリポート用のHBCアナ派遣は応援実況の開始当初より原則行っていない。中継制作局のアナがファイターズ側のみのベンチリポートを行うスタイルとなっているが、制作局都合により、解説者と実況アナのみの中継となる場合もある。ただし、HBCテレビでの中継がある場合は、そちらとの兼務という形でHBCのリポーターが配置されることがある。2017年以降は、HBCテレビがビジター中継を行う場合、その前日にテレビ中継で実況を担当するアナウンサーがリポーターを担当することが多い。その一方で、HBCテレビがビジター中継を行う試合は、リポーターを配置しないことが多い。

#### 過去の実況・ベンチ担当アナウンサー
- 小川和幸（2004年、一部プロ野球名鑑に同局の担当アナウンサーとして明記[40]）
- 管野暢昭（2003年 - 2009年、2013年[41] - 2016年[注 73]。2014年より正式に復帰[42][注 74]。2015年からは番組公式サイト内アナウンサーリストにも記載[45]。ただし、2015年から「夕刊おがわR」のスポーツ担当就任以来出演がなく、2016年から番組公式HPより氏名削除）
- 大栗麻未（2015年。リポーターのみ。2016年3月当時は番組公式サイトのアナウンサーリストに掲載されていた[46][47] が、月末からはテレビ『今日ドキッ!』メインキャスター昇格の為、番組公式サイトより氏名削除）
- 堀啓知（2005年 - 2006年）
- 矢萩尚太郎（2015年 - 2019年3月。番組公式サイト内アナウンサーリストおよび『12球団全選手カラー百科名鑑』は2016年より明記[注 75]）
- 山内要一（2003年 - 2025年。2003年5月5日の日本ハム対西武戦にて、西武側ベンチリポーターとして野球中継デビュー[49]。2005年より実況を担当。2006年より本格加入[50]。2025年7月からの旭川・北見放送局長就任に伴い、6月13日の日本ハム対広島戦の実況ならびに15日の同カードのベンチリポートを以って勇退）
- 山田泰子（2006年 - 2007年。リポーターのみ）
- 横田久（2004年、プロ野球名鑑に同局の担当アナウンサーとして明記[40]）
- 世永聖奈（2019年。リポーターのみ）

2003年の日本ハム北海道主催試合中継へTBSから派遣されたアナウンサー
- 新タ悦男（4月8日対オリックス戦実況[30]）
- 小笠原亘（4月9日対オリックス戦実況[30]）

## 番組名の変遷
? - 1975年
特別な呼称はなく、『HBCナイター』『○曜ナイター』（※○…放送曜日名）などと呼んでいた。
1976年 - 1992年7月
- 『HBCエキサイトナイター』
完全中継開始を機に改題。札幌以外の各放送局は1999年まで継続使用。

1992年8月 - 1999年
- 『HBCステレオエキサイトナイター』[20]（札幌放送局のみ。ただし、札幌以外の各放送局でもこのタイトルで放送していた時期もある）
札幌放送局のAMステレオ放送開始に合わせ改題。HBCでは日本ハムが北海道に移転する前まで、金曜日のみ各局別に独自のスポンサーもあわせていたため、札幌局以外では金曜のエンディングのみ「HBCエキサイトナイターを終わります」とアナウンスしていた（テーマ曲に使われていた『コバルトの空』も、各局ごとに異なる曲調となっていた）。

2000年 - 2002年
- 『HBCナイタースーパーベースボール』
TBSラジオのタイトル変更に合わせて改題。テーマ曲も『コバルトの空』からブレッカー・ブラザーズの『Some Skunk Funk』に変更。2001年まではタイトル末尾に西暦年号と同じ数字を入れていた（例：『HBCナイタースーパーベースボール2000』）。

2003年・2004年
- 月曜日（マンデーパリーグ）と土曜日・日曜日のデーゲームで実施される日本ハム戦の中継…『ファイターズ・ライブスタジアム』
- 上記以外の中継…『HBCナイタースーパーベースボール』

テーマ曲はそれぞれ異なっていた。
2005年 - 2007年
- ナイター…『HBCスーパーベースボール』
- 日本ハム戦中継
  - ナイター…『HBCスーパーベースボール ファイターズナイター』
  - 土曜日（デーゲーム・ナイター共通）…『HBCスーパーベースボール サタデーファイターズ』
  - 日曜日（デーゲーム・ナイター共通）…『HBCスーパーベースボール サンデーファイターズ』
  - 平日デーゲーム…『HBCスーパーベースボール デーゲームスペシャル』

日本ハム戦中継テーマ曲は上記『ファイターズ…』のものを継続して使用。
2008年 - 
- 平日デーゲーム実施日…『HBCラジオ・ファイターズ中継スペシャル』
- 平日ナイター実施日…『HBCファイターズナイター』
- 土曜日（デーゲーム・ナイター共通）…『HBCサタデーファイターズ』
- 日曜日（デーゲーム・ナイター共通）…『HBCサンデーファイターズ』

## 備考
日本ハム移転前のHBCラジオにおけるナイター中継について、TBSラジオの解説者名をタイムテーブルや公式サイトにそのまま記載する場合があった。

### テレビ副音声での同時放送
2015年4月15日のロッテ戦（札幌ドーム）では初の試みとしてHBCテレビの中継における副音声で当番組の実況音声を同時放送。6月27日の西武戦（西武プリンスドーム）、8月19日のロッテ戦（QVCマリンフィールド）、8月23日のオリックス戦（東京ドーム）でも実施。

### 関連番組
- ファイターズDEナイト!
- ガンちゃんの世界一面白いプロ野球の番組
- HBCラジオ ファイターズ&ミュージック「朝イチ!」
- ファイターズナイター〜ベストセレクション2014（後述参照）
- SAMURAI BASEBALL（HBCテレビのプロ野球中継番組。タイトルはTBSテレビ系ネットワークにおける統一タイトルであり、HBCローカルでは『Bravo!ファイターズ』のタイトルで放送）
- プロ野球三都物語（プロ野球開幕直前に放送。東北放送・RKB毎日放送と毎年持ち回りで制作）

#### ファイターズナイター〜ベストセレクション2014
ファイターズナイター〜ベストセレクション2014は、2014年10月3日から2015年3月26日まで放送された、プロ野球オフシーズン限定番組。2014年シーズンにおける日本ハムの戦いぶりを実況音源とともに振り返って行く。プロ野球中継の実況担当アナウンサー（本番組ではMC担当）と解説者が出演する。放送時間は、火曜から金曜の17:47 - 18:30。
MC
- 管野暢昭
- 卓田和広
- 川畑恒一
- 山内要一
- 渕上紘行
- 水野善公

解説者
- 大宮龍男
- 新谷博
- 金石昭人
- 吉井理人
- 岩本勉
- 二岡智宏